# Tulipa primulina
Tulipa primulina är en liljeväxtart som beskrevs av John Gilbert Baker. Tulipa primulina ingår i släktet tulpaner, och familjen liljeväxter. Inga underarter finns listade.